# TOG 1
TOG 1 (akronym av The Old Gang, "det gamla gänget") var ett övertungt landskepp som började konstrueras 1939 i och med starten av andra världskriget. Vagnen var ett så kallat landskepp, en typ av stridsvagn avsedd för skyttegravskrig likt första världskriget och var mycket lång för att enkelt kunna korsa skyttegravar samt bestyckad med flera kulsprutor i olika riktningar runt om vagnen. Konstruktionen visade sig snabbt vara föråldrad och reviderades till en förbättrad konstruktion kallad TOG 2, vilken så småningom också visade sig för gammalmodig och oduglig när andra världskriget inte blev ett skyttegravskrig.

## Historia
När andra världskriget drog igång trodde britterna att kriget skulle utspela sig likadant som första världskriget, det vill säga när båda sidorna grävde ner sig och bara tungt bepansrade stridsvagnar byggda för att korsa skyttegravar skulle kunna avancera. Därför gav man uppgiften att utveckla en ny stridsvagn baserad på att slåss i ett sådant krig till "the Special Vehicle Development Committee", samma grupp som hade konstruerat den första stridsvagnen Little Willie och de brittiska landskeppen Tank Mark I och Tank Mark IV under första världskriget. Kommittén hade under åren fått smeknamnet "The Old Gang" (det gamla gänget) och därför gav men den nya stridsvagnen detta smeknamns initialer, TOG.
Utvecklingen av TOG 1 påbörjades under 1939 och 1940 var en prototyp färdigbyggd. Prototypen var 10 meter lång och hade larvfötter utan fjädring som gick runt vagnens profil för att kunna passera även de största av skyttegravar. Vagnens pansar var 62 mm tjockt vilket skulle ha gjort den immun mot de flesta 37-45 mm pansarvärnskanoner som användes runt om i världen på 1930-talet. Som de tidigare brittiska "Mark" stridsvagnarna hade den gondoler på sidorna av vagnen mellan banden som var beväpnade med kanoner och kulsprutor. Den hade dock till skillnad från "Mark" stridsvagnarna ett roterande kanontorn framme på taket av vagnen som skulle vara beväpnad med en 75 haubits. Prototypen var dock inte fullt komplett och hade inga gondoler och man fick använda ett torn från en Matilda stridsvagn. Efter tester 1940 förstod man att banden inte behövde gå över vagnen och att motorn behövde vara kraftigare. En ny design påbörjades och TOG 1 skrotades.

### Webbkällor
- http://www.tanks-encyclopedia.com/ww2/gb/TOG-I.php